# Brooklyn 62nd
Brooklyn 62nd est une série de bande dessinée policière en trois tomes, publiée par les éditions Paquet.
Cette bande dessinée nous fait découvrir deux agents de la police de New York du 62nd Commissariat de Brooklyn, Kotchenko et Reyes, aux méthodes peu orthodoxes. Ils nous entraînent dans les bas-fonds de la ville, au cœur d'une ronde violente et impitoyable où le seul moyen de mettre fin à l'enfer est de se mettre en danger…

## Fiche technique
- Scénariste : Michel Koeniguer
- Dessinateur : Michel Koeniguer
- Coloriste : Sylvaine Scomazzon (T1) puis Ariatib (T2 et T3)
- Éditeur: Paquet
- Format : Grand format
- Nombre de pages : 48 (64 pour le T.3)

## Albums disponibles
1. Latinos Requiem, 2005[1].
2. Gangsta Rhapsody, 2006[2],[3].
3. Hardcore Cop, 2007[4].

## Du même auteur
- Bushido (BD)

## Dans le même univers
- The Shield
- New York Police Blues